# Аветисян, Артём Давидович
Артём Давидович Аветисян (род. 28 июля 1976, Москва) — российский IT-предприниматель, инвестор, меценат. В 2012 году основал некоммерческую Ассоциацию предпринимателей «Клуб лидеров по продвижению инициатив бизнеса». Увлекается путешествиями и альпинизмом.

## Биография
Артем Давидович Аветисян родился в Москве 28 июля 1976 года. В 1998 году окончил Финансовую академию при Правительстве Российской Федерации по специальности «Финансы и кредит», после чего продолжил обучение в аспирантуре. Во время обучения в аспирантуре занимался преподаванием на кафедре оценочной деятельности. В 1997 году основал компанию ЗАО «Независимый Экспертно-Оценочный Центр», преобразованную в 2004 году в Консалтинговую группу «НЭО Центр». На сегодняшний день «НЭО Центр» входит в топ-20 крупнейших консалтинговых компаний.
В 2012 году Артем Аветисян приобрёл банк «Региональный кредит», на базе которого в 2014 году была создана IT-компания с банковской лицензией «Модульбанк» для малого и среднего бизнеса. По версии Markswebb, FinWin и самих предпринимателей сегодня «Модульбанк» является лучшим сервисом для бизнеса.
В сентябре 2015 года Артем Аветисян приобрел 100 % акций Юниаструм банка, который в 2016 году был присоединен к Банку «Восточный». В результате слияния банков компания Аветисяна «Финвижн Холдингс» стала контролировать 32 % акций «Восточного», а после реализации колл-опциона в июне 2019 года «Финвижн Холдингс» стала владеть 42 % акций. В апреле 2021 года Совкомбанк выкупил пакеты акций у основных акционеров банка «Восточный», включая «Финвижн холдингс» Артема Аветисяна.
После продажи Совкомбанку акций Банка «Восточный» «Финвижн Холдингс» Аветисяна заключила несколько удачных сделок. В июле 2021 года — проинвестировала в российскую компанию «Новые дисперсные материалы», занимающуюся производством оборудования по выпуску металлических порошков для 3D-печати. А в октябре 2021 года в рамках допэмиссии получила долю в банке «Хайс» в размере 30 %.

## Общественная деятельность
В качестве основателя Ассоциации «Клуб лидеров по продвижению инициатив бизнеса» Артем Аветисян много лет ведет активную общественную деятельность, направленную на представление интересов российского бизнес-сообщества и улучшение инвестиционного климата в России. Совместно с предпринимателями Клуба лидеров помогал Агентству стратегических инициатив (АСИ) в разработке и реализации «Дорожных карт» Национальной предпринимательской инициативы (НПИ), куда вошли мероприятия, направленные на снижение административных барьеров при создании и ведении бизнеса в России. В 2019 году под руководством Аветисяна в России запустили цифровую платформу «Забизнес.рф» для приема обращений предпринимателей о давлении со стороны правоохранительных органов.

## Критика
В 2019 году сотрудница АСИ Наталья Солдатова пыталась удалить информацию о деле Baring Vostok со страницы об Аветисяне в «Википедии», но редакторы сервиса отказали в правках. После чего между редакторами и Солдатовой разразился спор, по результатам которого страницу Артёма Аветисяна удалили.
В 2016 году банк BOC Russia (прежнее название Finvision, принадлежит Артёму Аветисяну) купил доли (по 4,99%) в девяти компаниях, связанных с «Клубом лидеров», заплатив за них 5,4 млн рублей, — при этом выручка этих компаний по итогам 2016 года составляла 7,1 млрд рублей. Затем эти доли продали банку «Юниаструм» (принадлежит Артёму Аветисяну) за 1,6 млрд рублей. Из девяти компаний, доли которых перешли на баланс «Юниаструма» в эти месяцы, четыре связаны с Вячеславом Зыковым, еще две — контрагенты компаний Алексея Бакулина. Оба этих бизнесмена – участники «Клуба лидеров». Эти сделки стали предпосылкой к корпоративному конфликту между Артёмом Аветисяном и Baring Vostok.
После слияния «Юниаструм банка» Артема Аветисян и Банка «Восточный», основным акционером которого являлся фонд Baring Vostok, между акционерами банка начался корпоративный спор. Компания Evison, подконтрольная Baring Vostok и владелец контрольного пакета акций Банка «Восточный», отказала компании Finvision Аветисяна в реализации колл-опцион на 9,9 % акций банка ссылаясь на вывод 3,6 млрд рублей из "Юниаструма" перед слиянием . Исполнение опциона являлось одним из условий слияния банков. В результате судебных разбирательств Арбитражный суд Амурской области и Лондонский международный третейский суд в июне 2019 года обязал Evison исполнить опцион по продаже 9,9 % акций «Восточного» компании Finvision. После решения суда Baring Vostok исполнил опцион.
В 2018 году аудиторы ЦБ сообщили, что 55% корпоративного кредитного портфеля банка «Восточный» (более 20 млрд рублей, акционер – Артём Аветисян, в это же время претендовал на мажоритарную долю), приходилось на компании, связанные с Зыковым и Бакулиным. Проблемные активы перешли из банка "Юниаструм" после слияния с банком "Восточный" .
В 2020 году «Московский комсомолец» в своём расследовании высказал предположение о необъективности главы «Клуба лидеров» Артёма Аветисяна. Они выяснили, что кредиты членам клуба выдавались через подконтрольные Аветисяну банки, что позволяло ему снизить риски и повысить процентную маржу. Например, такие кредиты получили Алексей Бакулин, Игорь Есин, Вячеслав Зыков, Данила Лебедев. При этом, отмечалось, что не все смогли обеспечить свои займы, некоторые из них погашались за счёт новых.
Арбитражные процессы проходили параллельно расследованию уголовного дела против топ-менеджеров фонда Baring Vostok по подозрению в растрате 2,5 млрд руб. В средствах массовой информации неоднократно критиковали Аветисяна и связывали арбитражные разбирательства с уголовным делом. Согласно утверждениям Baring Vostok, незадолго до слияния с "Восточным" структуры Аветисяна вывели из банка "Юниаструм" 3,6 млрд рублей. По мнению защиты, именно этот вывод активов стал причиной отказа Baring Vostok дополнительно капитализировать ослабленный банк, что впоследствии привело к корпоративному конфликту и уголовному преследованию. Однако сами стороны конфликта позднее опровергли эту информацию и публично заявили о том, что корпоративный спор и уголовное дело не связанные между собой процессы. 
В октябре 2020 года трехлетний акционерный спор завершился подписанием мирового соглашения.
В Модульбанке в конце 2019 года тоже произошел трудовой спор между бывшими топ-менеджерами банка и Артёмом Аветисяном, в ходе которого первые подали в суд на Модульбанк и Аветисяна с требованиями выплатить им в качестве отступных после ухода из банка суммарно более одного миллиарда рублей. Суды всех инстанций их требования признали необоснованными. После чего бывшие топ-менеджеры Модульбанка публично признали, что были неправы в отношении своих претензий к Модульбанку и его акционеру.

## Меценатство
На средства Артема Аветисяна и предпринимателей Клуба лидеров в деревне Сопины Новгородской области отреставрирован Храм Святой Живоначальной Троицы, основанный полководцем Александром Суворовым. На восстановление храма направлено более 130 миллионов рублей.
В июле 2021 года в Италии при поддержке Аветисяна членами Клуба лидеров была основана Культурологическая Ассоциация «Suvorov Foundation», деятельность которой направлена на сохранение культурно-исторического наследия России в Европе и развитие всесторонних отношений России и Италии. В управление ассоциации Аветисян передал принадлежащую ему историческую виллу Арнольфини, расположенную в Тоскане, в которой будет открыт музей генералиссимуса Александра Суворова.
Также Аветисян пожертвовал 100 тысяч евро на начало реставрации исторического здания Palazzo Dellepiane, где в ходе битвы при Нови в 1799 году располагался штаб великого российского полководца.
На средства Артема Аветисяна была снаряжена экспедиция Клуба лидеров на Перевал Дятлова, где 30 июня 2021 года был установлен памятник погибшей в 1959 году группе Игоря Дятлова..